# CKLM
CKLM était une station radiophonique francophone située à Laval, près de Montréal, au Québec. Elle fut active de 1962 à 1994.
Fondée par Roland Saucier en 1962 à Montréal, la station diffuse sur la fréquence 1 570 kHz avec une puissance de 50 000 watts. Débutant avec une variété de format radio, la station s'identifie comme « la seule station unilingue francophone au monde », ne faisant jouer que des musiques francophones.
À la fin de 1967, après avoir diffusé un programme spécial décrivant la visite au Québec du président français Charles de Gaulle et sa déclaration controversée « Vive le Québec libre ! », la station, craignant de perdre sa licence, change son format pour adopter le Top 40, qui inclut des chansons anglophones.
CKLM déménage de Montréal à Laval en 1976, malgré les objections de CFGL-FM qui diffuse déjà dans cette ville. Quelques années plus tard, CFGL-FM achète CKLM, mais revend en 1983 à d'autres investisseurs. La station commence à ce moment à éprouver des difficultés financières à la suite de la baisse de l'audience.
En 1993 une entreprise (Diffusion Sports R.N.) dirigée par Claude Lavoie et son fils Claude Jr. alors chroniqueur rattaché a la couvertures des sports professionnels et animateur a CKLM, tentent de mettre la main sur la station, ils dirigent la station en mettant l'emphase sur le service des sports et le country. Ils demandent un transfert sur la bande FM au CRTC et tentent de faire de la station, la première station de sports-country 24/24 à Montréal. La station connait un certain succès, mais l'entreprise Diffusion Sports R.N. décide de laisser tomber la transaction pour des raisons d'irrégularatités comptable. 
En avril 1994, la compagnie CKLM Radio Laval-Montréal Inc., dirigée par Gérard Brunet et détenant la licence de CKLM, déclare faillite. Les actifs sont transférés, via la compagnie 2754363 Canada Inc., à la compagnie Réseau RadioCom Inc. de René Bourdelais, qui opérait la station depuis le 1er janvier 1994.
Le 15 juillet 1994, jugeant qu'il y a trop d'irrégularités liées à ces transactions, le Conseil de la radiodiffusion et des télécommunications canadiennes (CRTC) ordonne CKLM de quitter les ondes pour le 17 juillet. Ignorant tout d'abord cet ordre, le transmetteur de la station a apparemment été frappé par la foudre tôt le 20 juillet et la station cessa de diffuser,.
La fréquence 1 570 kHz fut réactivée le 9 mars 2004 pour la diffusion de la station CFAV (maintenant CJLV).